# Molossus molossus
Molossus molossus ou Morcego-de-cauda-grossa, nome popular, é uma espécie de morcego da família Molossidae. Pode ser encontrada por todas as Ámericas, desde o sul dos Estados Unidos (Flórida) até o Uruguai. É carnívoro, alimentando-se unicamente de insetos. Seu peso varia de dez a trinta gramas, de porte médio para família. São animais de hábitos noturnos, ou seja eles dormem durante o dia e saem para se alimentar, voar, reproduzir, durante a noite.
Assim como todos os morcegos o Molossus molossus é capaz de voar. De forma livre sem depender de outros fatores e com a capacidade de fazer manobras. Seus membros anteriores, que seriam seus braços, são adaptados em um formato de asa membranosa, sendo seu polegar o único dedo livre, os demais, juntamente com seus respectivos metacarpos dão suporte a essa membrana, que lhe dá a habilidade de voar.

## Etimologia
O Molossus molossus também é conhecido como Morcego-da-cauda-grossa ou Morcego-aveludado-de-cauda-livre. O termo "morcego" se origina do nome arcaico para "rato", "mur" (do latim mure) com "cego", significando, portanto, "rato cego". Na maior parte do brasil, o nome mais comum é o morcego-de-cauda-grossa, cauda-grossa se refere a sua cauda grossa e livre da membrana caudal, o uropatágio. Já no país Estados Unidos da América,  o nome dado ao animal é Velvety-free-tailed-bat, que na tradução para o português seria Morcego-aveludado-de-cauda-livre, fazendo referência ao pelo macio de seu torso e a sua cauda livre do uropátagio.

## Taxonomia e subespécies
O Molossus molossus é pertencente do gênero Molossus, que tem uma barreira dificultosa na sua identificação e apresenta vários desafios taxonômicos devido a semelhança entre as espécies

### Subespécies
O morcego Molossus molossus apresenta várias subespécies, tal fato é atribuído a sua grande dispersão geográfica. Dentre as subespécies temos: M. m. crassicaudatus; M. m. daulensis; M. m. debilis; M. m. fortis; M. m. milleri  M. m. molossus; M. m. pygmaeus; M. m. tropidorhynchus e M. m. verrilli.

## Distribuição geográfica e habitat
Pode ser encontrada por todas as Ámericas, desde o sul dos Estados Unidos (Flórida) ate o Uruguai. ocorrendo nos paises: Argentina; Belize; Bonaire, Santo Eustáquio e Saba (territórios pertencentes aos países baixos); Brasil; Colômbia; Costa Rica; Curaçao; Equador; El Salvador; Guiana Francesa; Guiana; México (Sinaloa, Coahuila); Nicarágua; Panamá; Paraguai; Peru; Suriname; Trinidad e Tobago; Estados Unidos da América (Flórida); Uruguai; Venezuela.  A inclusão do Estados Unidos se dá pelas ocorrências deles em um arquipélago especifico da Florida. nas regiões de Florida Keys e Dry Tortugas São encontrados desde as florestas úmidas até áreas urbanas, vivendo embaixo de árvores, dentro de cavernas, forros de casas, estruturas abandonadas, prédios em construção, essa adaptação as áreas urbanas é devido a alta presença de insetos, como mosquitos e pernilongos (graças a sua atração pela luminosidade das cidades) que são a principal fonte de alimento e energia desses morcegos.

## Descrição
Os molossídeos são morcegos que tem como características mais evidentes: O pelo curto e aveludado, bastante macio, variando entre o castanho escuro e o marrom avermelhado, podendo ocorrer raros casos de leucismo e de albinismo, o primeiro ocorre de forma que no corpo todo ou partes dele tenham machas brancas em diversas partes (orelhas, membrana alar, pelo e cauda), enquanto no segundo há a ausência total de melanina. A cauda é espessa e livre de sua membrana, sendo, por esta última característica eles serem popularmente conhecidos como morcegos-de-cauda-livre. Seu peso varia de 10 a 30 gramas, são de porte mediano entre os morcegos. Os membros dessa família por sua vez  são considerados pelas estatísticas os mais rápidos morcegos em vôo, as fêmeas são menores que os machos, são insetívoros especializados e adaptados à natureza de sua dieta.

### Albinismo
O albinismo é um distúrbio genético, que impossibilita o individuo de produzir melanina, o que afeta na coloração da pele, da pelagem e dos olhos. Fazendo seus pelos e corpo adquirirem um tom branco pálido e a íris de cores claras como azul ou verde ou na ausência total da pigmentação deixando os olhos vermelhos. Por serem animais noturnos os morcegos são mais expostos a ação de predação, situações de estresse devido a sua diferença fenotípica, além de precisarem se esconder melhor do sol durante o dia, pois animais com tais condições, pela falta de melanina, sofrem de queimaduras, câncer de pele e problemas oculares muito mais facilmente do que os outros animais. Por conta de seus hábitos noturnos suas condições se atenuam se comparados com outras espécies albinas diurnas. Apesar de conhecida, essa desordem não é popular na natureza, principalmente em morcegos, sendo apenas por volta de dez espécies conhecidas por se apresentarem albinos, o primeiro caso de Molossus molossus, no Brasil, relatado foi no Rio Grande do Sul em 1995 e um dos mais recentes foi no Nordeste brasileiro encontrado no Maranhão.

### Leucismo
O leucismo é uma anomalia gênica causada por um gene recessivo, o que leva a animais usualmente coloridos a serem brancos ou parcialmente brancos, se apresentando com manchas em suas superfícies corpóreas. Isso se deve pela perda parcial de melanina na pele, por conta disso a cor dos olhos permanecem naturais. Diferente dos animais albinos os animais com leucismo não são sensíveis a luminosidade, por ainda apresentarem produção de melanina, podendo então tolerar uma grande exposição ao sol. Essa alteração gênica é bastante rara, mas se apresenta no Molossus molossus, no ano de 2021, no Equador, foi reportado alguns casos do distúrbio, cinco fêmeas e um macho, que apresentavam manchas brancas na cabeça, orelhas, pernas, garganta, patágio e uropatágio, também apresentavam pelos dorsal e ventral com pontas prateadas.

## Ecologia e comportamento

### Colônias
O Molossus molossus é um morcego famoso pelo seu comportamento de formação de colônias onde podem se encontrar mais de 400 indivíduos da espécie, vivendo e convivendo em um mesmo local, por motivo de proteção contra predadores e de reprodução. Essas colônias são bastante comuns e podem ficar localizadas nos mais diversos locais, desde forros de casa e prédios abandonados, como sob copas de árvores e em cavernas.

### Ecolocalização
Os morcegos da família molossidae utilizam o tipo de ecolocalizaçao denominada de  tonal que é produzida na laringe do morcego, é um sistema que se relaciona principalmente com a localização espacial das coisas e navegação em ambientes escuros, assim como é utilizada como método de detecção e classificação de itens alimentares, como o tamanho e tipo do inseto. Algumas espécimes podem acabar perdendo essa habilidade se mudarem seu comportamento típico, como por exemplo adotarem comportamentos diurnos (que inutilizaria a função primordial desse atributo) ou pelo seu tamanho corporal, por conta ecolocalização exigir um alto valor energético, os indivíduos de grande tamanho corporal enfrentariam uma demanda muito alta  de alimentação e difícil de cumprir para mantê-la.

### Dieta
O quiróptero Molossus molossus é insetívoro ele se alimenta exclusivamente de insetos, sendo eles então reguladores naturais de pernilongos e mosquitos e até de pragas de lavouras (como os gafanhotos). A sua dieta é um dos principais fatores pela sua formidável adaptação ao meio urbano, graças a iluminação pública atrair insetos, se tornou um ambiente apropriado para esses espécimes viverem e se alimentarem de forma pratica, atraindo-os então para as cidades.

### Reprodução
O Molossus molossus apresenta um comportamento sazonal quando se refere a reprodução, sendo relacionados com as épocas de chuva as fêmeas grávidas, logo as épocas de reprodução são ligadas aos meses de maio abril e novembro (no Brasil), sendo este ultimo o com menor taxa de fecundidade, por se tratar de chuvas esporádicas. Um aspecto em comum nas gônadas, órgãos sexuais do morcego, é a aplasia segmentar do corno uterino ao chegar na maturidade, em várias fêmeas de morcego, inclusive no Molossus molossus, não se tem conhecimento exato ainda de o porquê de tal fenômeno. Já nos machos, quando ele se torna sexualmente ativo há um aumento significativo de seus testículos de  3,25 mm para 5,58 mm. O tempo de gestação gira entorno dos 108 dias, gerando apenas um filhote.

### Predação
Os morcegos em geral possuem diversos predadores, encontram-se principalmente registros de serpentes, aves de rapina e gatos, por conta da atual adaptação urbana do Morcego-da-cauda-grossa. Devido a sua natureza alar quando caem ao chão se tornam presas fáceis para animais maiores, em especial os oportunistas. Predações incomuns do Molossus molossus também foram registradas, em 2003 no estado de Pernambuco, durante uma sessão de capturas da espécie perto de uma edificação onde alguns exemplares de Rhinella jimi forrageavam, estavam parados esperando pra atacar insetos que sobrevoavam perto de um poste local, quando um morcego acabou se batendo em uma das redes e caiu o sapo abocanhou o quiróptero  ingerindo-o de forma veloz. Outra ocorrência inédita foi registrada no Mato grosso, em 2010, na região sul da Amazônia, no Parque Estadual do Cristalino, uma centopeia, em uma estrutura de madeira, cerca de três metros acima do chão picou o morcego, Molossus molossus, diversas vezes em sua região abdominal agarrando a presa com suas patas dianteiras, enquanto as traseiras se fixavam no teto, esse evento foi o primeiro registro de uma Scolopendra viridicornis  usando de forrageamento pra atacar um morcego e o terceiro ataque de morcego registrado por esse artrópode.